# Nelly Chávez
Nelly Chávez, född 17 december 1945, är en friidrottare från Bolivia. Hon deltog vid olympiska sommarspelen 1984.